# Вестон Милс (Њујорк)
Вестон Милс (енгл. Weston Mills) насељено је место без административног статуса у америчкој савезној држави Њујорк.

## Демографија
По попису из 2010. године број становника је 1.472, што је 136 (-8,5%) становника мање него 2000. године.
| Група             | 2000.         | 2010.         |
| Белци             | 1.563 (97,2%) | 1.399 (95,0%) |
| Афроамериканци    | 13 (0,8%)     | 23 (1,6%)     |
| Азијати           | 3 (0,2%)      | 7 (0,5%)      |
| Хиспаноамериканци | 11 (0,7%)     | 25 (1,7%)     |
| Укупно            | 1.608         | 1.472         |